# Grammaticale markeerder
Markeerder is in de taalkundige benoeming de benaming voor een element dat een grammaticale categorie of de grammaticale functie van een bijbehorend zinsdeel markeert. Een markeerder kan zowel een gebonden morfeem (bijvoorbeeld een uitgang) als een vrij morfeem (bijvoorbeeld een cliticum) zijn. 

## Voorbeelden
- Nederlands: het suffix -en in honden is een meervoudsmarkeerder.
- Latijn: het suffix -is in flaminis is een genitiefmarkeerder.
- Spaans: het woord hay in hay muchos libros en la biblioteca is een existentiële markeerder, ofwel koppelwerkwoord.
- Japans: het Japanse partikel が (ga) in ジョンがリーダーです。[Jon ga riidaa desu.] 'Jan is de leider.' is een onderwerpsmarkeerder.
- Koreaans: het Koreaanse partikel 은/는 (eun, neun) is een topicmarkeerder, ook wel contrastpartikel genoemd.

## Analytische vs. niet-analytische talen
In analytische en agglutinerende talen zijn markeerders in veel gevallen afzonderlijke woorden (lexemen) en daardoor vrij eenvoudig te herkennen. In synthetische talen is het herkennen van markeerders in het algemeen moeilijker, in polysynthetische talen nog moeilijker.